# Henriette Sélincart
Henriette Sélincart, née à Nancy en 1644 et morte à Paris en 1680, est un modèle français ayant posé pour Charles Le Brun.

## Biographie
Née en 1644, Henriette Sélincart est la fille d’un marchand de Paris. Elle épouse le 10 septembre 1662, dans la paroisse de Saint-Germain-l’Auxerrois le dessinateur et graveur Israël Silvestre (1621-1691), de plus de vingt ans son aîné. Au moins dix enfants naissent de cette union, en moins de quatorze ans (voir la liste des enfants dans l'article Israël Silvestre).
Henriette Sélincart meurt le 1er septembre 1680, à Paris et est enterrée dans l’église Saint-Germain-l’Auxerrois. De ses enfants, seuls cinq survivent à leur père qui meurt le 11 octobre 1691 dans le logement aux galeries du Louvre qui lui avait été attribué par brevet royal. Louis de Silvestre, troisième fils (survivant) du couple devient peintre. 

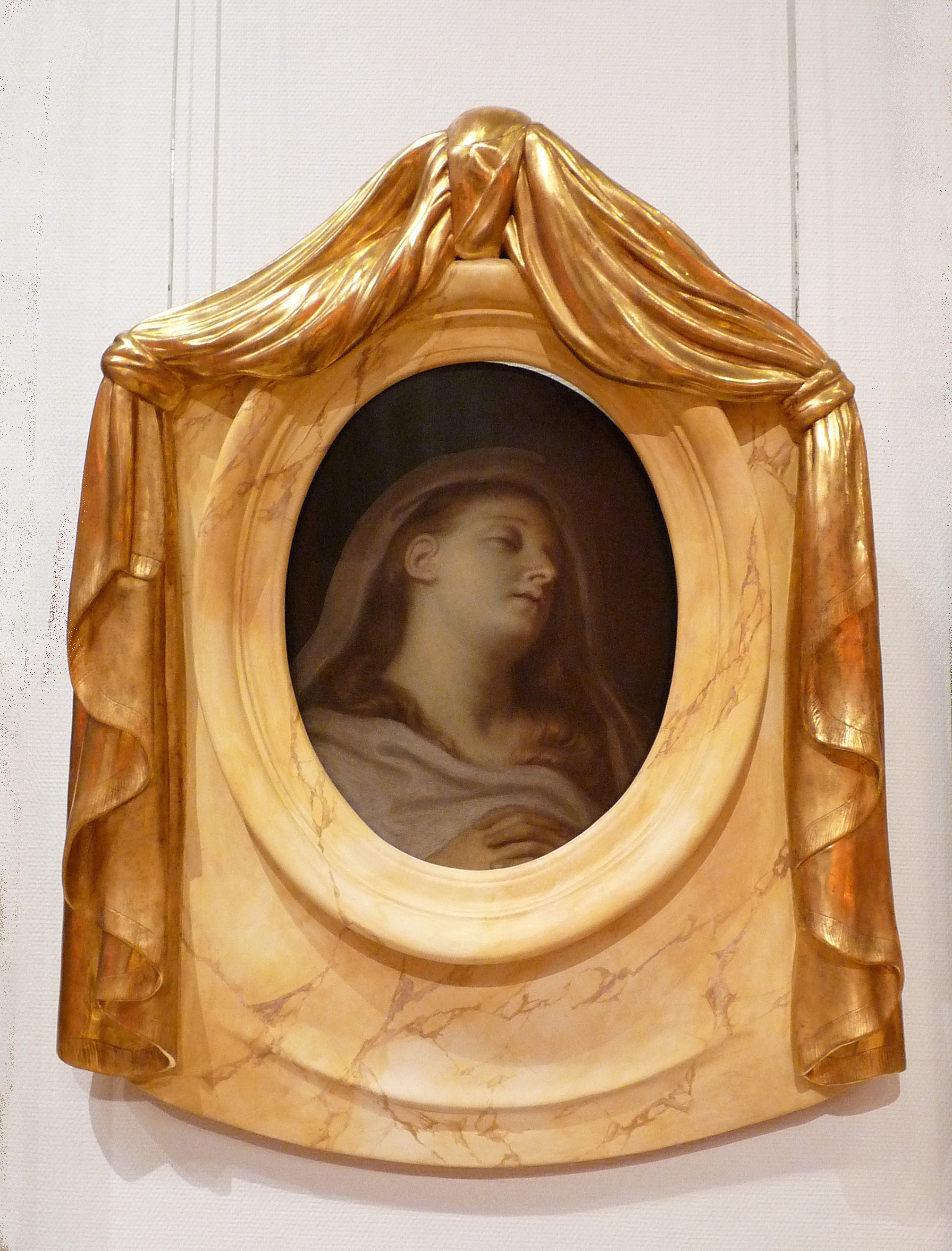
Charles Le Brun, Portrait funéraire d'Henriette Sélincart (1680), huile sur marbre, musée des beaux-arts de Reims.

### Le modèle
Henriette Sélincart passe pour avoir été une femme remarquable tant par son esprit que par sa beauté, dont témoignent les portraits par Charles Le Brun, son ami,, en particulier le Portrait funéraire d'Henriette Sélincart « à l'article de la mort, sur un fond de marbre noir », réalisé pour le Monument funéraire d'Henriette Sélincart, femme du graveur Israël Silvestre (1680), érigé à Saint-Germain-l'Auxerrois. Ce portrait, ainsi que celui au pastel, également par Le Brun sont depuis 1980 conservés au musée des beaux-arts de Reims,.